# Sarno (rivier)

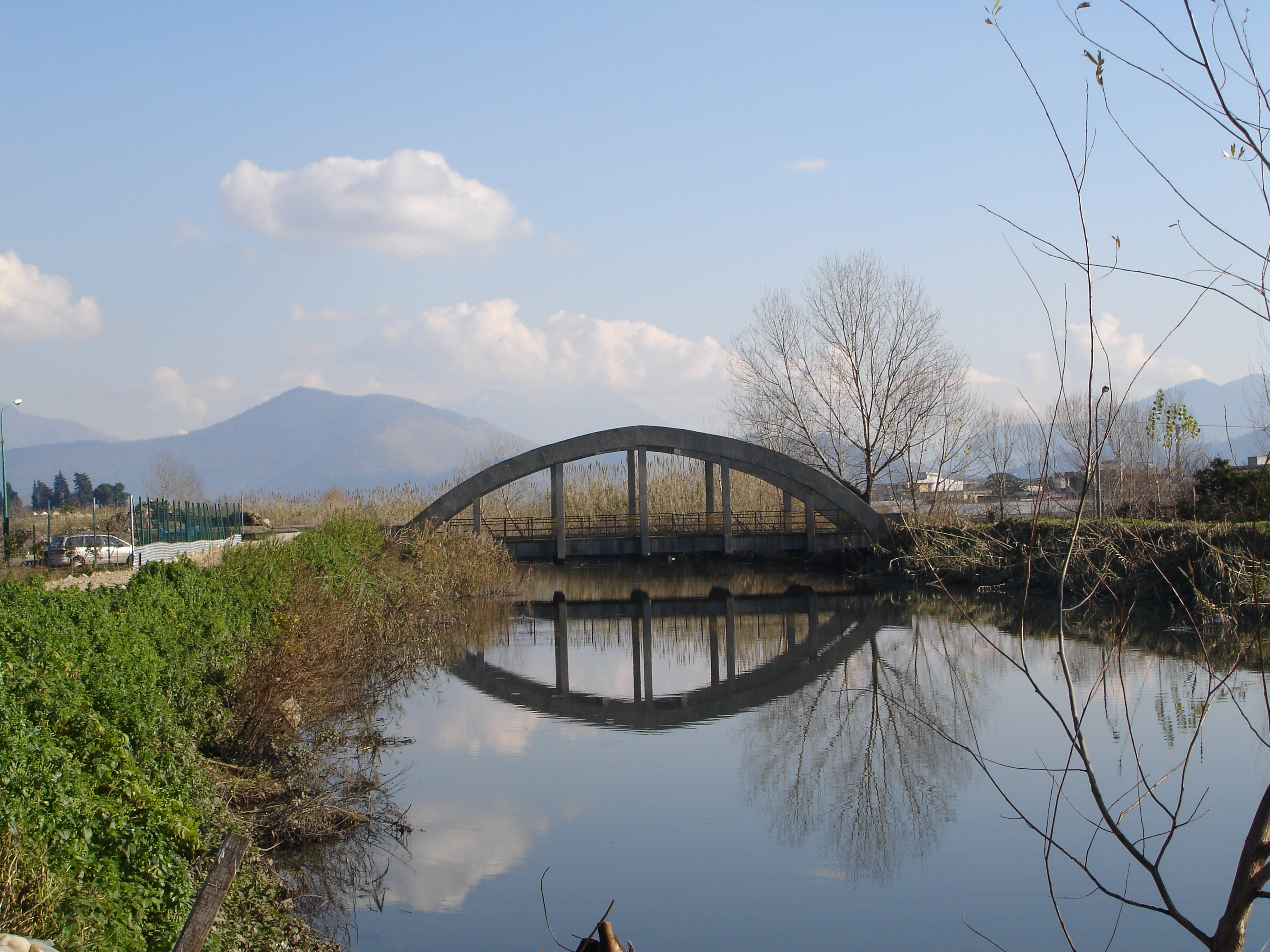
Brug over de Sarno in San Marzano sul Sarno

De Sarno is een Italiaanse rivier die van oost naar west door de provincie Salerno en de metropolitane stad Napels loopt. De rivier doorkruist Pompeï en mondt ten zuiden van de stad Napels uit in de Middellandse Zee. Ten tijde van de Romeinen was de rivier bekend onder de naam Sarnus.
Van de bron op de heuvel Sarno in de gemeente Sarno tot de monding in de frazione Rovigliano aan de baai van Napels heeft de rivier een lengte van 24 kilometer. De Sarno heeft twee zijrivieren, de Solofrana en de Cavaiola. Het stroomgebied van de Sarno beslaat ongeveer 500 vierkante kilometer.
De rivier is bijzonder vervuild, vermoedelijk door bedrijfsafval. Om die reden wordt het gebied sinds 2003 beschermd door de vorming van het Parco regionale del fiume Sarno, een gebied dat zowat de hele rivierloop omvat.
De gemeenten die een deel van de Sarno en dus van het regionaal natuurpark op hun grondgebied hebben zijn van bron tot monding:
- Sarno (SA)
- San Valentino Torio (SA): linkeroever
- Striano (NA): rechteroever
- Poggiomarino (NA): rechteroever
- San Marzano sul Sarno (SA): linkeroever
- Angri (SA): linkeroever
- Scafati (SA): rechteroever en vervolgens beide oevers
- Pompei (NA)
- Castellammare di Stabia (NA)
- Torre Annunziata (NA)

- Library of Congress Control Number: sh85117573
- Nationale Bibliotheek van Israël: 987007558192605171
- Virtual International Authority File: 242729813